# Erina Jeke
Erina Jeke (10 de julho de 1987) é uma futebolista zimbabuense que atua como atacante. 

## Carreira
Erina Jeke fez parte do elenco da Seleção Zimbabuana de Futebol Feminino, nas Olimpíadas de 2016. 